# シルヴァン・グボウオ
シルヴァン・グボウオ（Sylvain Gbohouo、1988年10月29日 - ）は、コートジボワールのサッカー選手。コートジボワール代表。ポジションはGK。

## 経歴

### クラブ
2008年にセウェ・スポール・ドゥ・サン＝ペドロで選手となり、2015年にTPマゼンベへ移籍した。

### 代表
2013年7月6日に行われたアフリカネイションズチャンピオンシップ2014予選のナイジェリア代表戦で代表初出場したものの4-1で敗北した。
その後、2014 FIFAワールドカップのメンバーに選出されたが出場機会はなかった。
アフリカネイションズカップ2015では正ゴールキーパーの座を掴み、決勝までの全試合に出場したものの、準決勝のコンゴ民主共和国代表戦で太腿を負傷したため、決勝戦には出場できず、この試合ではブバカル・バリーが出場した。

## 代表歴

### 出場大会
- コートジボワール代表
  - 2014 FIFAワールドカップ

### 試合数
- 国際Aマッチ 65試合 0得点（2013年-2021年）[5]

| コートジボワール代表 | 国際Aマッチ | 国際Aマッチ |
| 年                   | 出場        | 得点        |
| -------------------- | ----------- | ----------- |
| 2013                 | 1           | 0           |
| 2014                 | 4           | 0           |
| 2015                 | 11          | 0           |
| 2016                 | 7           | 0           |
| 2017                 | 12          | 0           |
| 2018                 | 5           | 0           |
| 2019                 | 12          | 0           |
| 2020                 | 4           | 0           |
| 2021                 | 9           | 0           |
| 通算                 | 65          | 0           |

## タイトル

### クラブ
セウェ・スポール
- コートジボワール・プレミア・ディビジョン: 2012, 2013, 2014
- スーペルクープ・フェリックス・ウフェボワニ: 2013
- CAFコンフェデレーションカップ:

準優勝: 2014
マゼンベ
- リナフット: 2016
- CAFチャンピオンズリーグ: 2015
- CAFスーパーカップ: 2016

### 代表
コートジボワール
- アフリカネイションズカップ: 2015